# Desa Cireundeu (administrativ by i Indonesien, Banten, lat -6,25, long 106,23)
Desa Cireundeu är en administrativ by i Indonesien.   Den ligger i provinsen Banten, i den västra delen av landet, 70 km väster om huvudstaden Jakarta.